# Präsidentschaftswahl auf den Philippinen 2022
Die Präsidentschaftswahl auf den Philippinen 2022 fand am 9. Mai statt.

## Kandidaten
| Präsidentschaft                     | Präsidentschaft | Präsidentschaft      | Präsidentschaft                                                      | Vize-Präsidentschaft | Vize-Präsidentschaft                |
| Kandidaten                          | Kandidaten      | Kandidaten           | Partei                                                               | Kandidaten           | Partei                              |
| ----------------------------------- | --------------- | -------------------- | -------------------------------------------------------------------- | -------------------- | ----------------------------------- |
|                                     |                 | Ferdinand Marcos Jr. | Partido Federal ng Pilipinas                                         | Sara Duterte         | Lakas CMD                           |
|                                     |                 | Leni Robredo         | unabhängig (Liberal Party)                                           | Francis Pangilinan   | Liberal Party                       |
|                                     |                 | Manny Pacquiao       | PROMDI                                                               | Lito Atienza         | PROMDI                              |
|                                     |                 | Isko Moreno          | Aksyon Demokratiko                                                   | Willie Ong           | Aksyon Demokratiko                  |
|                                     |                 | Panfilo Lacson       | Partido para sa Demokratikong Reporma seit 24. März 2022: unabhängig | Vicente Sotto III    | Nationalist People’s Coalition      |
|                                     |                 | Faisal Mangondato    | Katipunan ng Kamalayang Kayumanggi                                   | Carlos Serapio       | Katipunan ng Kamalayang Kayumanggi  |
|                                     |                 | Ernesto Abella       | unabhängig                                                           | kein                 | kein                                |
|                                     |                 | Leody de Guzman      | Partido Lakas ng Masa                                                | Walden Bello         | Partido Lakas ng Masa               |
|                                     |                 | Norberto Gonzales    | Partido Demokratiko Sosyalista ng Pilipinas                          | kein                 | kein                                |
|                                     |                 | Jose Montemayor Jr.  | Democratic Party of the Philippines                                  | Rizalito David       | Democratic Party of the Philippines |
| kein                                | kein            | kein                 | kein                                                                 | Manny SD Lopez       | Workers’ and Peasants’ Party        |
|                                     |                 |                      |                                                                      |                      |                                     |
| Quelle: Stimmzettel (395. Barangay) |                 |                      |                                                                      |                      |                                     |

## Ergebnis
Wähler und Wahlberechtigte:
| Daten                                                                               | Wähler     | Wähler  | Wähler     | Wahlberechtigte | Wahlberechtigte | Wahlberechtigte |
| Daten                                                                               | Inland     | Ausland | Insgesamt  | Inland          | Ausland         | Insgesamt       |
| ----------------------------------------------------------------------------------- | ---------- | ------- | ---------- | --------------- | --------------- | --------------- |
| Automated election system (AES)                                                     | 55.290.821 | 626.576 | 55.917.397 | 65.745.526 a    | 1.622.982       | 67.368.508      |
| Local Absentee                                                                      | 74.846     | –       | 74.846     | 65.745.526 a    | 1.622.982       | 67.368.508      |
| Inhaftierte Personen                                                                | 107        | –       | 107        | 65.745.526 a    | 1.622.982       | 67.368.508      |
| BARMM (Special Geographic Area)                                                     | 66.272     | –       | 66.272     | 86.280          | –               | 86.280          |
| Manual vote                                                                         | –          | 36.612  | 36.612     | –               | 70.831          | 70.831          |
| Gesamt                                                                              | 56.095.234 |         |            | 67.525.619      |                 |                 |
|                                                                                     |            |         |            |                 |                 |                 |
| Quellen: Commission on Elections, Zusammenfassung, Inland, Ausland – Report (S. 86) |            |         |            |                 |                 |                 |

### Präsidentschaft
| Kandidaten                          | Kandidaten           | Parteien                                    | Stimmen    | %    |
| ----------------------------------- | -------------------- | ------------------------------------------- | ---------- | ---- |
|                                     | Ferdinand Marcos Jr. | Partido Federal ng Pilipinas                | 31.629.783 | 58,8 |
|                                     | Leni Robredo         | unabhängig (Liberal Party)                  | 15.035.773 | 27,9 |
|                                     | Manny Pacquiao       | PROMDI                                      | 3.663.113  | 6,8  |
|                                     | Isko Moreno          | Aksyon Demokratiko                          | 1.933.909  | 3,6  |
|                                     | Panfilo Lacson       | Partido para sa Demokratikong Reporma       | 892.375    | 1,7  |
|                                     | Faisal Mangondato    | Katipunan ng Kamalayang Kayumanggi          | 301.629    | 0,6  |
|                                     | Ernesto Abella       | unabhängig                                  | 114.627    | 0,2  |
|                                     | Leody de Guzman      | Partido Lakas ng Masa                       | 93.027     | 0,2  |
|                                     | Norberto Gonzales    | Partido Demokratiko Sosyalista ng Pilipinas | 90.656     | 0,2  |
|                                     | Jose Montemayor Jr.  | Democratic Party of the Philippines         | 60.592     | 0,1  |
| Gesamt                              | Gesamt               | Gesamt                                      | 53.815.484 | 100  |
|                                     |                      |                                             |            |      |
| Ungültige Stimmen                   | Ungültige Stimmen    | Ungültige Stimmen                           | 2.279.750  | 4,1  |
| Wähler                              | Wähler               | Wähler                                      | 56.095.234 | 83,1 |
| Wahlberechtigte                     | Wahlberechtigte      | Wahlberechtigte                             | 67.525.619 |      |
|                                     |                      |                                             |            |      |
| Quelle: Congress of the Philippines |                      |                                             |            |      |

### Vizepräsidentschaft
| Kandidaten                          | Kandidaten         | Parteien                            | Stimmen    | %    |
| ----------------------------------- | ------------------ | ----------------------------------- | ---------- | ---- |
|                                     | Sara Duterte       | Lakas CMD                           | 32.208.417 | 61,5 |
|                                     | Francis Pangilinan | Liberal Party                       | 9.329.207  | 17,8 |
|                                     | Vicente Sotto III  | Nationalist People’s Coalition      | 8.251.267  | 15,8 |
|                                     | Willie Ong         | Aksyon Demokratiko                  | 1.878.531  | 3,6  |
|                                     | Lito Atienza       | PROMDI                              | 270.381    | 0,5  |
|                                     | Manny SD Lopez     | Workers’ and Peasants’ Party        | 159.670    | 0,3  |
|                                     | Walden Bello       | Partido Lakas ng Masa               | 100.827    | 0,2  |
|                                     | Carlos Serapio     | Katipunan ng Kamalayang Kayumanggi  | 90.989     | 0,2  |
|                                     | Rizalito David     | Democratic Party of the Philippines | 56.711     | 0,1  |
| Gesamt                              | Gesamt             | Gesamt                              | 52.346.000 | 100  |
|                                     |                    |                                     |            |      |
| Ungültige Stimmen                   | Ungültige Stimmen  | Ungültige Stimmen                   | 3.749.234  | 6,7  |
| Wähler                              | Wähler             | Wähler                              | 56.095.234 | 83,1 |
| Wahlberechtigte                     | Wahlberechtigte    | Wahlberechtigte                     | 67.525.619 |      |
|                                     |                    |                                     |            |      |
| Quelle: Congress of the Philippines |                    |                                     |            |      |